# 垂穗薹草
垂穗薹草（学名：Carex brachyanthera）为莎草科薹草属下的一个种。

## 扩展阅读
- 維基物種上的相關：垂穗薹草